# モスクワ (チャイコフスキー)
カンタータ「モスクワ」（ロシア語: кантата "МОСКВА" для солистов, смешанного хора и оркестра）は、ピョートル・チャイコフスキーがアレクサンドル3世の戴冠式の祝宴の為に依頼され1883年3月に完成させたカンタータ。

## 概要
チャイコフスキーは当初この依頼に乗り気ではなかったことを出版商ピョートル・ユルゲンソンに宛てているが短期間で仕上げられた。この曲は「白鳥の湖」を作曲した翌年に書かれたもので、戴冠式に相応しい壮大なスケールと華麗かつ荘厳な雰囲気が素晴らしく、円熟を感じさせる立派な内容である。詩はアポロン・マイコフによる。
初演はソプラノのエリザベータ・ラフロフスカヤ（1845-1919）、バリトンのイヴァン・メルニコフ（1832-1906）をソリストに迎え、エドゥアルド・ナープラヴニークの指揮、ボリショイ劇場管弦楽団と合唱団によって1883年5月15日にモスクワのクレムリンにあるグラノヴィタヤ大広間にて行われた。
ちなみにともに作曲された「戴冠式祝典行進曲」が、ソビエト連邦時代にはロシア帝国国歌のメロディを省略した形で演奏・録音されていたのと同様に、この曲も歌詞を改変した形で演奏・録音が行われていた。
ソ連崩壊後は元の歌詞に戻されて演奏されている。近年では2009年にヴァレリー・ゲルギエフ指揮のマリインスキー劇場管弦楽団、サンクトペテルブルク・マリインスキー劇場合唱団などにより録音されている（Mariinskyレーベル）。

## 楽器編成
声楽
メゾソプラノ、バリトン、混声合唱
オーケストラ
フルート3、オーボエ2、クラリネット2、ファゴット2、ホルン4、トランペット2、トロンボーン3、チューバ、ティンパニ、ハープ

## 構成
第1曲　導入部と合唱「小さな春から」(露 Хор "С мала ключика",英 Introduction and Chorus)
荘厳な面持ちで混声合唱が、古いロシアからの脱却、再建を叙述している。
第2曲　アリオーソ「すばらしく美しき星よ」(露 Ариозо "То не звёздочка",英 Arioso)
第1曲とは対照的な音楽で、楽観的なメゾ・ソプラノのアリオーソ。
第3曲　合唱　「時は来た」(露 Хор "Час ударил",英 Chorus)
混声合唱。歓喜に満ちた楽章で、勝利や喜びを表現している。
第4曲　モノローグと合唱「偉大なる森から」 (露 Монолог и хор ("Уж как из лесу") ,英 Monologue and Chorus)
バリトンと合唱。圧政に苦しむ民を表現しているような重々しいバリトンのモノローグ。
第5曲　アリオーソ　「私にですか　主よ」 (露Ариозо "Мне ли, Господи",英 Arioso)
原詩では神の栄冠の為に決死の覚悟を歌うメゾ・ソプラノのアリオーソ。神の下僕たる己に叡智を与え給えと祈る。
改竄版ではロシアの為に戦う兵士を祈るメゾ・ソプラノに変えられ、勝利の為に強さと知恵を与え給えと祈りを歌う。
第6曲　フィナーレ　「雷がロシア全土に轟く」(露 Финал "По Руси пошёл стук и гром большой",英 Finale)
フィナーレは、メゾ・ソプラノ、バリトン、混声合唱により総力挙げてのロシア讃歌となり、偉大な都市モスクワの建立とロシアの人々を賞賛し締めくくる。
第5曲以外は歌詞内容は改竄版による。